# Syrmatium tomentosum
Syrmatium tomentosum är en ärtväxtart som först beskrevs av William Jackson Hooker och George Arnott Walker Arnott, och fick sitt nu gällande namn av Julius Rudolph Theodor Vogel. Syrmatium tomentosum ingår i släktet Syrmatium och familjen ärtväxter. IUCN kategoriserar arten globalt som livskraftig. Inga underarter finns listade i Catalogue of Life.